# Stejneger-ékszerteknős
A Stejneger-ékszerteknős (Trachemys stejnegeri)   a hüllők (Reptilia) osztályába, a teknősök (Testudines) rendjébe, ezen belül a  mocsáriteknős-félék (Emydidae) családjába tartozó faj. Nevét Leonhard Hess Stejneger norvég zoológusról kapta.

## Előfordulása
A Bahama-szigetek, a Dominikai Köztársaság, Haiti és Puerto Rico területén honos.